# كوتارو ياماكوشي
كوتارو ياماكوشي (باليابانية: 山越 享太郎) (18 مارس 1991 في توتشيغي في اليابان – )؛ هو لاعب كرة قدم ياباني سابق كان يلعب كمدافع.

## وصلات خارجية
- كوتارو ياماكوشي على موقع رابطة كرة القدم اليابانية للمحترفين (اليابانية)
- كوتارو ياماكوشي على موقع قاعدة بيانات كرة القدم.إي يو (الإنجليزية)
- كوتارو ياماكوشي على موقع Soccerway.com (الإنجليزية)
- كوتارو ياماكوشي على موقع عالم كرة القدم.نت (الإنجليزية)